# Purpuricenus nudicollis
Purpuricenus nudicollis là một loài bọ cánh cứng trong họ Cerambycidae.